# Legislative Assembly (Montserrat)

Flagge von Montserrat

Wappen von Montserrat

Die Montserrat Legislative Assembly (Legislativversammlung) ist das Parlament der Insel Montserrat, die als Teil der British West Indies zu den Britischen Überseegebieten des Vereinigten Königreichs gehört. Die gesetzgebende Versammlung in Montserrat besteht aus neun gewählten Mitgliedern und zwei Mitgliedern von Amts wegen, nämlich dem Generalstaatsanwalt und dem Finanzsekretär. Die letzte Wahl zur Legislativversammlung fand am 24. Oktober 2024 statt.

## Geschichte des Parlaments von Montserrat
Montserrat soll 1493 von Christoph Kolumbus entdeckt worden sein, aber erst 1625 erteilte Karl I. von England ein Letters Patent für die Besiedlung. Das Patent ermöglichte die Einrichtung einer Regierungsform in Montserrat. Die frühe Regierungsform, die durch dieses Patent ermöglicht wurde, unterscheidet sich stark von der heutigen. Die ersten Elemente der Verfassungsentwicklung von Montserrat begannen mit den Patenten, die Rechtsinstrumente waren, die das Recht verliehen, Regierungsinstrumente zu errichten und zu regieren. Die ersten Patente waren allgemein und offen und daher ideal für die Unterdrückung und Ausbeutung der Ureinwohner. Vor der Emanzipation gab es eine gesetzgebende Versammlung, die aus Plantagenbesitzern und Kaufleuten bestand, die aus ihren eigenen Reihen gewählt wurden. Es war eine Oligarchie der Reichen und Privilegierten. Die Qualifikation, ein gewähltes Mitglied der gesetzgebenden Versammlung zu sein, basierte auf Reichtum. 1866 wurde das Wahlrecht entzogen und der Gouverneur oder sein Stellvertreter, der Vizegouverneur, regierten auf Anraten eines vollständig ernannten Rates, der aus Plantagenbesitzern, Kaufleuten und einigen Beamten bestand. Verfassungsänderungen erfolgten sehr langsam und schrittweise. 1936 wurde die repräsentative Regierung wieder eingeführt, gewählte Mitglieder waren jedoch in der Minderheit.
Ein Letters Patent von 1951 brachte infolge von Protesten und Unruhen in der gesamten Region bedeutendere Veränderungen mit sich. Diese Proteste und Unruhen führten zur Geburt der Gewerkschaftsbewegung in der Karibik. Dieses Letters Patent führte auch die Einführung des allgemeinen Wahlrechts für Erwachsene ein, das Wahlen ohne die Anforderung eines Vermögens als Qualifikation ermöglichte. Es ist bemerkenswert, dass diese Veränderungen das Ergebnis von Protesten der Bevölkerung waren. Dies führte zum ersten Mal zur Gründung des Legislativrats (Legislative Council), dessen Mehrheit aus gewählten Mitgliedern bestand.
Bemerkenswert sind auch die Montserrat Royal Instructions von 1959 und die Montserrat (Governor) Order von 1971. 1989 wurden die Patente zurückgezogen und durch die erste schriftliche Montserrat-Verfassungsverordnung (Montserrat Constitution Order) ersetzt. Es gab eigentlich keine lokale Konsultation oder Debatte, es war lediglich eine Anordnung des Privy Council. Heute ist die Einrichtung einer Legislative auf Montserrat weit von ihren Anfängen entfernt. Aus den Letters Patent wurde 1989 die Montserrat Constitution Order, die inzwischen überarbeitet wurde. Die Montserrat Constitution Order von 2010, die jetzt in Kraft ist, ist das Ergebnis des Überarbeitungsprozesses. Teil IV der aktuellen Verfassung sieht eine Legislative vor und in Artikel 47 heißt es: „In und für Montserrat soll es eine Legislative geben, die aus Ihrer Majestät und einer Legislative Assembly besteht.“ In Artikel 48 heißt es weiter: „Die Legislative Assembly besteht aus neun gewählten Mitgliedern der Legislative Assembly und zwei ehemaligen offiziellen Mitgliedern, nämlich dem Generalstaatsanwalt und dem Finanzsekretär.“ Es ist eine Erhöhung der Mitgliederzahl der Legislative Assembly möglich, falls erforderlich, und die Qualifikationen für Personen, die in die Legislative Assembly gewählt werden möchten, sind in Artikel 51 klar dargelegt. Wohlstand ist keine Voraussetzung mehr für die Mitgliedschaft in der Legislativversammlung.

## Ein kurzer Überblick über die Gesetzgebung in Montserrat von 1951 bis heute

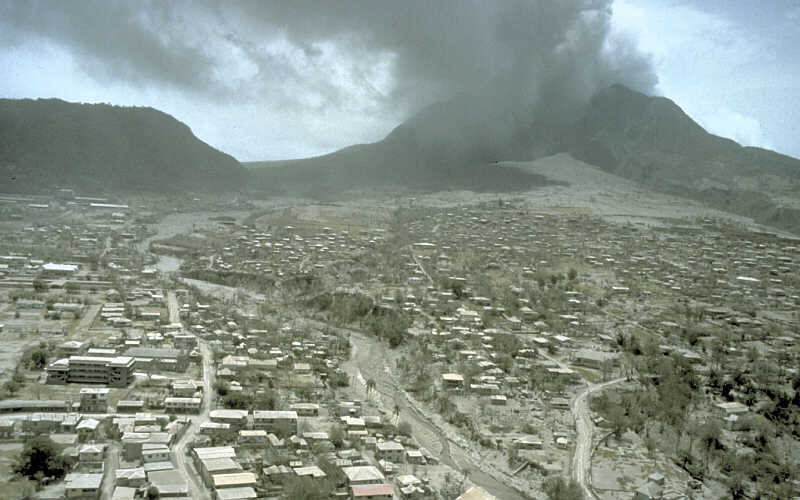
Ein massiver Vulkanausbruch zerstörte 1997 das neu errichtete Parlamentsgebäude zusammen mit den anderen Gebäuden in Plymouth.

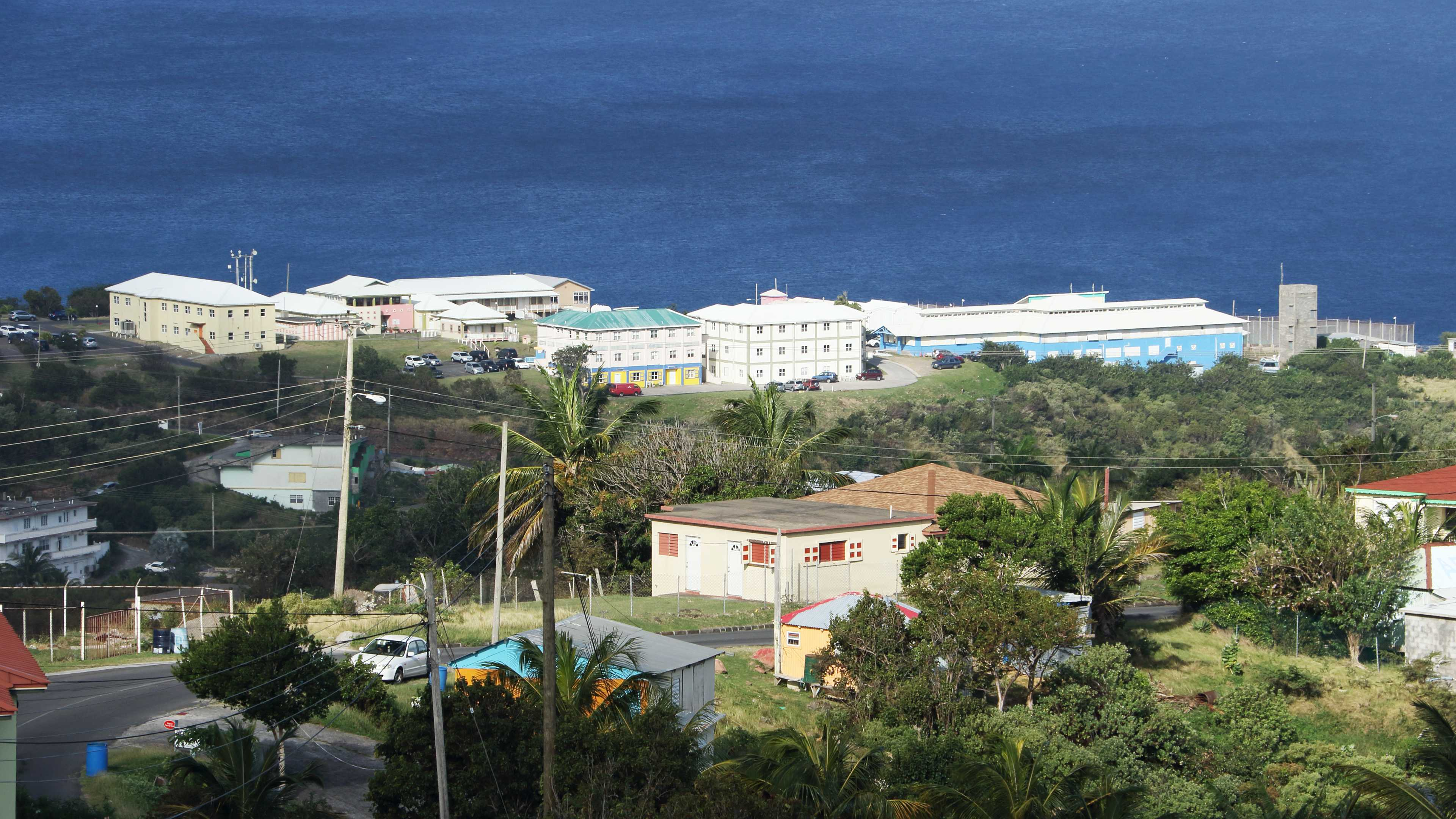
Nach dem Vulkanausbruch von 1997 befindet sich der Parlaments- und Regierungssitz von Montserrat in der de facto-Hauptstadt Brades.

Das allgemeine Wahlrecht für Erwachsene wurde in Montserrat 1951 durch ein Letters Patent eingeführt. Dies führte zur Einführung des Legislativrates (Legislative Council), dessen Mehrheit erstmals aus gewählten Mitgliedern bestand. Dies ermöglichte es William Henry Bramble und seiner Gruppe von Mitgliedern, die nicht der reichen Oberschicht angehörten, 1952 in den Legislativrat gewählt zu werden. Das Letters Patent wurde 1959 weiter geändert, um ein ministerielles Regierungssystem zu ermöglichen. Dies ermöglichte ein höheres Maß an lokaler Selbstverwaltung. Bramble wurde daraufhin erster Chief Minister von Montserrat. 1989 wurde das Letters Patent zurückgezogen und durch unsere erste schriftliche Montserrat Constitution Order ersetzt. John Alfred Osborne war der erste Ministerpräsident, der unter dieser ersten Verfassungsverordnung regierte. Diese Verfassung wurde durch die Montserrat Constitution Order 2010 ersetzt, die die folgenden Änderungen einführte: Der Legislativrat wurde in Legislative Assembly umbenannt, der Chief Minister wurde in Premier umbenannt, ein stellvertretender Premier wurde eingeführt, zusammen mit einer Bestimmung für zwei parlamentarische Staatssekretäre. Die gesetzgebende Versammlung in Montserrat besteht aus neun gewählten Mitgliedern und zwei Mitgliedern von Amts wegen, nämlich dem Generalstaatsanwalt und dem Finanzsekretär. Die Regierungspartei muss eine Mehrheit von fünf gewählten Mitgliedern haben, und die Person, die erfolgreich die Unterstützung der fünf gewählten Mitglieder erlangt, bildet die Regierung.
Derzeit hat Montserrat kein Parlamentsgebäude, so dass die Sitzungen der gesetzgebenden Versammlung in einem gemieteten Raum abgehalten werden. In diesem Zusammenhang ist anzumerken, dass 1995 der Vulkan Soufrière Hills ausbrach und 1997 ein massiver Vulkanausbruch die Hauptstadt Plymouth, den Flughafen und den Hafen zerstörte und die Südseite der Insel unbewohnbar machte. Das neu errichtete Parlamentsgebäude wurde zusammen mit den anderen Gebäuden in Plymouth zerstört. Seit diesem bedauerlichen Vorfall hat Montserrat kein Parlamentsgebäude mehr. Da der Wiederaufbau im Norden der Insel jedoch in vollem Gange ist, besteht Hoffnung, dass eher früher als später ein neues Parlamentsgebäude gebaut wird.

## Die Legislative und ihre Funktionen

### Die Doktrin der Gewaltenteilung
Ein Merkmal vieler Rechtssysteme ist die Doktrin der Gewaltenteilung, die vorsieht, dass die Funktionen der drei Gewalten der Regierung von verschiedenen Personengruppen ausgeübt werden. Diese Trennung der Gewalten der Regierung ermöglicht es, die Machtkonzentration in den Händen einiger weniger einzudämmen. Die Legislative ist eine dieser Gewalten.
Im Wesentlichen ist die Legislative die Versammlung gewählter Volksvertreter und repräsentiert als solche die nationale öffentliche Meinung und die Macht des Volkes. Im Falle von Montserrat sind auch zwei Mitglieder von Amts wegen Teil der Legislative. Dies sind der Finanzsekretär und der Generalstaatsanwalt. Ein modernes Parlament ist entweder ein Zweikammer- oder ein Einkammersystem. Montserrat hat ein Einkammersystem.

### Funktionen der Legislative Assembly
Die gesetzgebende Körperschaft hat mehrere Aufgaben:

#### Legislative oder gesetzgebende Funktionen
Die vielleicht wichtigste Funktion der gesetzgebenden Körperschaft besteht darin, Gesetze zu erlassen. In demokratischen Gesellschaften ist die Legislative die Hauptquelle des Gesetzes. Der Gesetzgeber ist daher für die Verabschiedung, Änderung und Aufhebung von Gesetzen verantwortlich. Neue Gesetze werden erlassen, um den sich ändernden Bedürfnissen der Gesellschaft gerecht zu werden. Alte Gesetze, die den neuen Gegebenheiten nicht mehr gerecht werden, werden an die neuen Realitäten vor Ort angepasst.
Gesetze, die überholt sind, werden aufgehoben. Von der Legislative heißt es, sie soll den Willen des Landes in Gesetzen umsetzen und ihnen dadurch einen Rechtscharakter verleihen, mit einer gewissen Autorität und Durchsetzungskraft. Immer mehr beeinflusst die regionale oder internationale Gemeinschaft die Gesetze, die verabschiedet werden, wenn ein Land Teil der regionalen oder der Welt im Allgemeinen sein will. Letztlich ist die Legislative der Zweig der Regierung, der die Funktion der Gesetzgebung durch Beratungen wahrnimmt. Zuerst werden die Gesetze erlassen, dann werden sie durchgesetzt und dann kann die Rechtsprechung stattfinden. So betrachtet ist die Legislative ein sehr wichtiger Arm der Regierung. Daneben werden Gesetzliche Vorschriften und Anordnungen (Statutory Rules and Orders) im Rahmen einer delegierter Gesetzgebung erlassen.

#### Die Verfassung
Die Verfassung ist das höchste Gesetz des Landes und die Legislative spielte bei der Aushandlung des Inhalts der Verfassung von 2010 eine ganz entscheidende Rolle. Wenn die Verfassung geändert werden soll, ist es auch die Aufgabe des Gesetzgebers, entsprechende Schritte einzuleiten. Zwei Drittel der Legislative müssten einer solchen Änderung zustimmen, bevor die Angelegenheit behandelt werden könnte.
Eine zweite Funktion der Legislative besteht darin, über Angelegenheiten von nationaler Bedeutung sowie über öffentliche Themen, Probleme und Bedürfnisse zu beraten. Durch diese Funktion spiegelt die Legislative die öffentliche Meinung zu verschiedenen Themen wider. Ein Nebeneffekt der Beratungen und Debatten besteht darin, dass die breite Bevölkerung in bestimmten Angelegenheiten aufgeklärt und auf den neuesten Stand gebracht werden kann.
Kontrolle über die Exekutive:
Normalerweise hat die Legislative die Macht, Kontrolle über die Exekutive auszuüben. In Montserrat gibt es vier Regierungsminister, die die Exekutive bilden, und fünf nichtministerielle Mitglieder der Legislative. Wenn man also die Parteipolitik beiseite lässt, gibt es genügend Mitglieder der Legislative, um die Regierung zur Rechenschaft zu ziehen, wenn sie dies wünscht. So wie es aussieht, ist die Exekutive gegenüber der Legislative kollektiv für alle ihre Handlungen, Entscheidungen und Politiken im Rahmen des parlamentarischen Regierungssystems verantwortlich. Die Legislative kontrolliert die Exekutive durch ein Misstrauensvotum und hat die Vollmacht, die Exekutive durch ein Misstrauensvotum abzusetzen.
Die Bereitstellung einer Fragestunde ist ein weiterer Mechanismus, um die Regierung für ihre Handlungen zur Verantwortung zu ziehen. Die Opposition, aber jedes Mitglied, das kein Minister ist, kann Fragen stellen.
Die Legislative kann ein politisches Regierungsprojekt, einen Haushalt oder ein Gesetz ablehnen, das die Exekutive gerne verabschieden sehen würde. Theoretisch kontrolliert in einem parlamentarischen Regierungssystem die Legislative die Exekutive. Dennoch muss man zugeben, dass die Exekutive relativ viel Macht genießen kann, wenn sie in der Legislative auf eine sichere Mehrheit zurückgreifen kann.

#### Verwalter der Staatsfinanzen
Die Legislative gilt als Hüterin der Staatskasse, was ein sehr wichtiger Aspekt der Demokratie ist. Sie verwaltet die Staatskasse und kontrolliert die Finanzen, indem sie dafür sorgt, dass die Exekutive ohne die Zustimmung der Legislative kein Geld ausgibt. Jedes Jahr muss die Exekutive ihren Haushalt für das kommende Haushaltsjahr aufstellen und der Legislative vorlegen. Dieser muss verabschiedet werden, bevor irgendwelche Ausgaben getätigt werden können. Die Exekutive präsentiert zahlreiche Informationen zu den tatsächlichen Einnahmen und Ausgaben des Vorjahres sowie zu den voraussichtlichen Einnahmen und Ausgaben für das neue Jahr. Es ist die gesetzgebende Körperschaft, die die Einführung, Aufhebung oder Erhebung jeglicher Steuern genehmigt. Es übt über den äußerst wichtigen Rechnungsprüfungsausschuss (Public Accounts Committee) die Aufsicht über die Finanzverwaltung der Regierung aus.

#### Beschwerdestelle
Die gesetzgebende Körperschaft fungiert als höchstes Forum zur Äußerung öffentlicher Beschwerden (Outlet for Grievances) gegen die Exekutive und gegebenenfalls auch zur Erzielung einer Abhilfe dieser Beschwerden. Die Legislative repräsentiert die gesamte Bevölkerung mit all ihren unterschiedlichen Meinungen und Interessen und fungiert als nationales Forum für die Äußerung der öffentlichen Meinung, der öffentlichen Beschwerden und der öffentlichen Bestrebungen. Parlamentarische Debatten und Diskussionen sind wichtig, weil sie verschiedene Themen von öffentlichem Interesse beleuchten und den Menschen helfen, zu verstehen, was passiert. Die Beratungen im Parlament werden live übertragen und Teile der Debatten können auch in den Zeitungen veröffentlicht werden. Somit fungiert die Legislative einerseits als Mittel zur Äußerung der öffentlichen Meinung und andererseits als Organ zur Bildung der öffentlichen Meinung. Es gewährleistet eine Änderung der Regierungspolitik im Einklang mit den Interessen der Bevölkerung. Die Bürger können Petitionen an das Parlament richten und es gibt ein Verfahren zur Bearbeitung solcher Petitionen.
Letzten Endes ist die Legislative für den „einfachen Mann“ sehr wichtig.

#### Rechtsprechende Pflichten des Gesetzgebers
In Montserrat mischt sich die Legislative nicht in richterliche Aufgaben ein.

## Der Sprecher der Legislativversammlung

### Rolle des Sprechers
Der Sprecher der Legislativversammlung (Speaker of the Legislative Assembly of Montserrat) ist das höchste Amt, in das ein Mitglied der Legislativversammlung gewählt werden kann. Die erste Aufgabe der Mitglieder eines neu gewählten Parlaments, wenn sie nach den allgemeinen Wahlen zusammenkommen, ist es, jemanden zum Sprecher zu wählen. Der Sprecher kann aus den Reihen der Mitglieder der gesetzgebenden Versammlung/des Repräsentantenhauses oder von außerhalb gewählt werden, aber angesichts der Mitgliederzahl der gesetzgebenden Versammlung von Montserrat wird der Sprecher normalerweise von außerhalb der Legislativversammlung gewählt. Er wird von der Regierung nominiert und die Nominierung wird traditionell von der Opposition unterstützt. Der Sprecher wird dann von den Mitgliedern der gesetzgebenden Versammlung formell in sein Amt gewählt. Zu diesem Zeitpunkt akzeptiert der Sprecher das Amt des „Führers“ des Repräsentantenhauses und die Verantwortung für die gesamte Mitgliedschaft.
Unparteilichkeit ist ein entscheidendes Merkmal des Sprechers der Legislativversammlung, und der Sprecher demonstriert dies, indem er (aktive) Verbindungen zur politischen Partei abbricht, ebenso wie der Sprecher des britischen Unterhauses. Obwohl die Mehrheit der Abgeordneten der Legislative Assembly auf der Regierungsseite sitzt und sie deshalb den größten Einfluss haben, wurde der Sprecher nicht ernannt, um im Namen der Regierung zu regieren. Der Sprecher muss nicht nur unparteiisch sein, sondern muss auch jederzeit als unparteiisch wahrgenommen werden. Der Sprecher muss daher bereit sein, seine Unabhängigkeit von der Regierung zu behaupten und sicherzustellen, dass die Rechte aller Seiten des Repräsentantenhauses im Laufe des parlamentarischen Prozesses geschützt werden. Das Sprichwort „Die Regierung wird ihren Willen durchsetzen, aber die Opposition muss zu Wort kommen“ (The government will have its way, but the Opposition must have its say) ist seit langem ein sehr hilfreicher Leitfaden für Sprecher und Vorsitzende.
Der Sprecher muss als „Schiedsrichter“ fungieren und gemäß den in der Geschäftsordnung der gesetzgebenden Versammlung von Montserrat festgelegten Anordnungen entscheiden. Wenn diese nicht ausreichend Informationen liefert, konsultiert der Sprecher die Geschäftsordnung des britischen Unterhauses (House of Commons) oder eines anderen Parlaments im Commonwealth of Nations. Der Sprecher wird auch aufgefordert, von Zeit zu Zeit über Klarstellungspunkte zu entscheiden, daher ist „die Neutralität des Sprechers von entscheidender Bedeutung für die Wahrung der Integrität des Parlaments. Eines der Kennzeichen eines guten Sprechers ist die Anforderung der Unparteilichkeit bei der Ausübung der Amtspflichten.“ (The neutrality of the Speaker is pivotal in maintaining the integrity of Parliament. One of the hallmarks of good speakership is the requirement of impartiality in the execution of the duties of the office.)  Anders ausgedrückt muss der Sprecher in seinen Entscheidungen fair sein. Der Sprecher nimmt nie an Debatten im Parlament teil und stimmt nur ab, wenn es Stimmengleichheit gibt. Der Sprecher kann jedoch gelegentlich vom Vorsitz aus Anmerkungen machen, wie dies im britischen Unterhaus geschieht.
Der Sprecher übt sich auch in seinen Reden oder Kommentaren außerhalb des Hauses in Zurückhaltung. Der Sprecher muss sicherstellen, dass sein Verhalten innerhalb oder außerhalb des Hauses in keiner Weise die Würde des Hauses verletzt. Auch die Mitglieder des Parlaments unterliegen dieser Anforderung, und der Sprecher hat das Ermessen, etwaige Verstöße im Rahmen der Richtlinien der Geschäftsordnung zu regeln.
Zu Beginn jeder Sitzung der gesetzgebenden Versammlung wird der Sprecher vom Sergeant-at-Arms als „Herr Sprecher“ oder „Frau Sprecherin“ angekündigt, und die Mitglieder erheben sich von ihren Plätzen, um den Einzug des Sprechers anzuerkennen. Der Sprecher erkennt das Haus nach dem Gebet und kurz bevor er seinen Platz einnimmt auch mit einer leichten Verbeugung an, zuerst vor der Regierungsseite und dann vor der Opposition. Der Einzug des Sprechers zu Beginn jeder Sitzung des Tages, dem der Sergeant-at-Arms mit dem Streitkolben (The Mace) vorausgeht, ist mehr als eine Zeremonie. Es ist in der Tat eine stillschweigende Anerkennung, dass der Sprecher den Vorsitz über die gesetzgebende Versammlung hat, die höchste Autorität in der gesetzgebenden Versammlung ist und die damit verbundenen Rechte hat, Entscheidungen zu treffen und die allgemeine Kontrolle über die Führung des Hauses und seiner Verfahren auszuüben. Die Verantwortung für die Aufrechterhaltung der Ordnung im Haus liegt beim Sprecher. Der Streitkolben ist in diesem Rahmen das Symbol der Autorität, und das Parlament ist ohne die Anwesenheit des Streitkolbens auf dem Tisch nicht richtig konstituiert. Wenn die Versammlung sich zu einem Ausschuss des gesamten Hauses auflöst, fungiert der Vorsitzende als Vorsitzender und der Streitkolben wird gesenkt. Der Streitkolben wird auch beim Verlassen des Saals vor ihm getragen.
Die Wahrung der Würde des Hauses ist von entscheidender Bedeutung, und die Mitglieder haben sich traditionell in einer Weise verhalten, die für das Haus angemessen ist. Das Verhalten der Mitglieder ist ein wichtiger Bestandteil der Würde des Hauses, und ihre Reaktion auf die Autorität des Sprechers, der für das allgemeine Verhalten im Haus verantwortlich ist, spricht Bände. Selbst wenn sie anderer Meinung als der Sprecher waren, versuchten viele der Mitglieder in der Vergangenheit, den Sprecher mit dem größten Respekt zu behandeln. Konventionell und praktisch gilt: Wenn ein Mitglied im Saal ist und der Sprecher eingreift, muss das Mitglied sitzen. Darüber hinaus besagen die Regeln, dass, wenn der Sprecher/Vorsitzende aufsteht, jedes Mitglied, das zu diesem Zeitpunkt spricht oder sprechen möchte, sofort seinen Platz wieder einnehmen muss und die Versammlung still ist. Während einer Debatte, in der der Sprecher spricht, schweigen die Mitglieder. Alle Reden sind an den Vorsitzenden gerichtet. Ein Mitglied, das den Saal verlassen oder betreten möchte, verbeugt sich vor dem Sprecher, bevor es dies tut. Die Mitglieder sind dem Haus gegenüber jederzeit rechenschaftspflichtig und damit dem Sprecher als Leiter dieser Institution. Ihr Verhalten wird durch einen Verhaltenskodex geregelt, der sowohl schriftlich als auch stillschweigend ist, ein Produkt von Gewohnheit und Praxis sowie durch die vernünftigen Erwartungen an menschliches Verhalten. Der Sprecher hat das Ermessen, auf Verstöße zu reagieren, die außerhalb des Hauses im Rahmen dieser Regeln und im Rahmen der beruflichen und/oder persönlichen Beziehung zu einem schuldigen Mitglied auftreten. Die Geschäftsordnung der Legislativversammlung (Standing Orders of the House) befasst sich mit der Rolle des Sprechers/Vorsitzenden bei der Aufrechterhaltung der Ordnung im Haus. Sie legt fest, dass die Entscheidung des Sprechers zu Geschäftsordnungsanträgen nicht angefochten werden kann und von der gesetzgebenden Versammlung nicht überprüft werden darf, außer auf einen nach Bekanntgabe gestellten Sachantrag. Handlungen des Sprechers dürfen nicht beiläufig in einer Debatte oder bei irgendeiner Form von Verfahren kritisiert werden, außer auf einen Sachantrag. Äußerungen über den Charakter des Sprechers oder Anschuldigungen der Parteilichkeit bei der Ausübung seiner Pflichten sind verboten und ziehen die Strafbefugnis des Hauses nach sich.
Im Rahmen seiner Aufgaben muss der Sprecher über eine Reihe von Angelegenheiten entscheiden, darunter die Zulässigkeit von Dokumenten, Anträgen, Fragen und Zusatzfragen in der gesetzgebenden Versammlung. Er muss auch seine Zustimmung geben, bevor eine persönliche Erklärung im Haus abgegeben wird. Der Sprecher entscheidet, ob eine Angelegenheit von dringender öffentlicher Bedeutung ist und ohne die im Allgemeinen erforderliche normale Ankündigung in die Tagesverhandlungen aufgenommen werden kann. Angelegenheiten, die der gesetzgebenden Versammlung bei der Vertagung zur Kenntnis gebracht werden sollen, müssen vom Sprecher genehmigt werden. Er ist auch für den Umfang und die Durchführung der Debatte in der gesetzgebenden Versammlung verantwortlich. Die Mitglieder zeigen ihr Interesse an einer Beteiligung an der Debatte an, indem sie ihr Licht einschalten, und der Sprecher nimmt sie zur Kenntnis. Der Brauch, „das Auge des Sprechers zu verstecken“ (caching the eye of the Speaker), gibt dem Sprecher Spielraum, auf Unterbrechungen oder Anfragen aus dem Publikum zu reagieren oder nicht, ohne dass eine Bestätigung erforderlich ist.
Unterbrechungen des Mitglieds, das einen Beitrag leistet, sollten nur aus Geschäftsordnungsgründen erfolgen. Klarstellungsfragen sind in der Regel etwas „nebulöser“, werden aber vom Sprecher entschieden. Auch hier hat der Sprecher die Erlaubnis, die gewünschte Unterbrechung anzuerkennen oder nicht. Für diese als „Klarstellungsfragen“ bezeichneten Unterbrechungen gibt es keine Geschäftsordnungsbestimmung, und es liegt daher ganz im Ermessen des Sprechers, ob sie zugelassen werden oder nicht. In anderen Parlamenten ist es gängige Praxis, dass diese „Klarstellungsfragen“ direkt schriftlich an den Sprecher gerichtet und dann später behandelt werden, wenn der Sprecher dies für notwendig erachtet. Da die Legislative von Montserrat jedoch eine so kleine Versammlung ist, sind die Verfahren manchmal weniger formell, und einige Sprecher haben von Zeit zu Zeit Unterbrechungen bei „Klarstellungsfragen“ zugelassen, wenn diese für die aktuelle Diskussion als wichtig erachtet wurden.
Geschäftsordnungsanträge sind direkt mit der Geschäftsordnung verknüpft, und die Mitglieder sollten den bestimmten Geschäftsordnungsantrag angeben können, über den sie eine Entscheidung wünschen. Sollte ein Antrag auf Schließung gestellt werden, entscheidet der Sprecher, ob diesem stattgegeben wird. Darüber hinaus stellt der Sprecher immer dann eine Frage, wenn eine Entscheidung des Hauses erforderlich ist. Wenn ein Antrag auf Aussetzung der Geschäftsordnung vorliegt, entscheidet er auf Grundlage der aktuellen Gegebenheiten, ob dieser zulässig ist. Bei der Entscheidungsfindung werden stets die Rechte der Minderheit berücksichtigt. Im Allgemeinen fallen Eröffnung, Aussetzung und Vertagung der gesetzgebenden Versammlung in den Zuständigkeitsbereich des Sprechers. Er leitet die Verfahren und entscheidet in Bezug auf Quorumsaufrufe, Änderungen von Anträgen vor dem Haus und dergleichen. Letztendlich stellt der Vorsitzende sicher, dass die Mitglieder sich an die in der  Geschäftsordnung enthaltenen Regeln des Hauses sowie an die gängige parlamentarische Praxis und Präzedenzfälle halten.
Der Sprecher ist der einzige öffentliche Sprecher der gesetzgebenden Versammlung und empfängt Botschaften des Staatsoberhaupts. Er ist außerdem dafür verantwortlich, den Medien die Teilnahme an Sitzungen und die Berichterstattung zu gestatten, den Zutritt der Öffentlichkeit zum Parlament und seinen Räumlichkeiten zu überwachen und die Geschäftsordnung des Parlaments in allen Angelegenheiten zu regeln, die nicht in der Geschäftsordnung geregelt sind. Im britischen Unterhaus kann die Position des Sprechers als kontinuierlich bezeichnet werden, da der Sprecher im Allgemeinen wiedergewählt wird. In Montserrat ist dies nicht unbedingt der Fall und dem Sprecher wird keine Kontinuität seines Amtes für mehr als eine Legislaturperiode garantiert. Sobald der Sprecher jedoch im Amt ist, verfügt er über alle Autorität und Macht, die sich aus der Geschäftsordnung, der Praxis, der Konvention und bis zu einem gewissen Grad aus der Praxis und dem Gebrauch im Unterhaus ergeben.

### Liste der Sprecher der Legislativversammlung seit 1975
| Name              | Beginn der Amtszeit | Ende der Amtszeit | Bemerkungen              |
| ----------------- | ------------------- | ----------------- | ------------------------ |
| Howard Fergus     | 1975                | 2001              |                          |
| Joseph Meade      | 2001                | 2009              |                          |
| Sir Howard Fergus | Oktober 2009        | 6. April 2010     | kommissarischer Sprecher |
| Teresina Bodkin   | 6. April 2010       | 2014              |                          |
| Sir Howard Fergus | 2014                | 23. Januar 2015   | kommissarischer Sprecher |
| Shirley Osborne   | 23. Januar 2015     | 17. Dezember 2019 |                          |
| Teresina Bodkin   | 17. Dezember 2019   | 20. Dezember 2020 |                          |
| Charliena White   | 20. Dezember 2020   | 8. November 2024  |                          |
| Marjorie Smith    | 8. November 2024    | amtierend         |                          |

## Parlamentarier

### Zusammensetzung der Legislativversammlung nach der Wahl vom 24. Oktober 2024

Zusammensetzung der Legislativversammlung nach der Wahl vom 24. Oktober 2024

Die letzte Wahl zur Legislative Versammlung fand am 24. Oktober 2024 statt. Bei den Parlamentswahlen erhielt die United Alliance (UA) 38,7 Prozent der Stimmen (5 von 9 gewählten Sitzen), das People’s Democratic Movement (PDM) 28,9 Prozent (3 Sitze) und das Movement for Change and Prosperity (MCAP) 27,7 Prozent (1 Sitz). Die Wahlbeteiligung betrug 67,4 Prozent. Mit zwei Mitgliedern von Amts wegen beträgt die Gesamtzahl 11 Sitze. Am 25. Oktober 2024 wurde Reuben Meade wieder als Premier von Montserrat vereidigt, wobei er auch das Finanzressort übernahm.

### Die Regierung

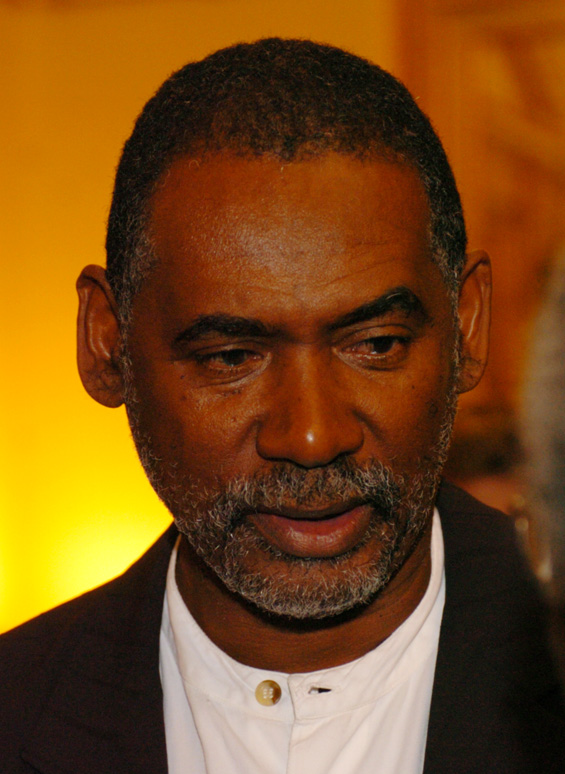
Reuben Meade war von 1991 bis 1996 sowie zwischen 2009 und 2010 Chief Minister von Montserrat sowie von 2011 und 2014 Premier von Montserrat und ist seit 2024 erneut Premier von Montserrat.

Die Aufgaben der Regierung bestehen darin, zu regieren, über die politische Agenda zu entscheiden, die geltenden Gesetze zu verwalten und neue Gesetze vorzuschlagen. Sie erarbeitet Maßnahmen für Einnahmen und Ausgaben, die dann von der gesetzgebenden Versammlung genehmigt werden müssen. Die gesetzgebende Versammlung spielt auch eine wichtige Rolle bei der Umsetzung vieler Regierungspolitiken durch die Verabschiedung entsprechender Gesetze. Der derzeitigen Legislativversammlung gehören folgende Vertreter der Regierung an:
- Reuben Meade

Premier von Montserrat und Minister für Finanzen, lokale Einwanderung, regionale Angelegenheiten, Kultur, Tourismus, Wirtschaftsmanagement, Handel, Informationskommunikation und digitale Transformation
- Veronica Dorsett-Hector

Stellvertretende Premierministerin und Ministerin für Infrastruktur, Arbeit, Verkehr, Energie und kirchliche Angelegenheiten
- John Osborne

Minister für Landwirtschaft, Land, Wohnungsbau, Umwelt und Sport
- Ingrid Buffonge

Ministerin für Bildung, Gesundheit, Soziales und Jugend
- Crenston Buffonge

Parlamentarischer Staatssekretär
- Dwayne Hixon

Parlamentarischer Staatssekretär

### Die Opposition
Die Opposition spielt in der gesetzgebenden Versammlung eine sehr wichtige Rolle. Ihre Aufgabe ist es, die jeweilige Regierung zur Verantwortung zu ziehen, indem sie Fragen stellt, politische Maßnahmen und neue Gesetze hinterfragt, sich an Debatten beteiligt, bei der Ausschussarbeit hilft und vieles mehr. Die gesetzgebende Versammlung ist effektiver, wenn die Opposition ihre Arbeit tut. Der derzeitigen Legislativversammlung gehören folgende Vertreter der Opposition an:
- Paul Lewis

Oppositionsführer
- Donaldson Romeo

Mitglied der Opposition
- Nyota Mulcare

Mitglied

### Sprecherin der Legislativversammlung
Der Sprecher der Legislativversammlung ist das höchste Amt, in das ein Mitglied von der Legislative Assembly gewählt werden kann. Die erste Aufgabe der Mitglieder eines neu gewählten Parlaments, wenn sie nach den allgemeinen Wahlen zusammenkommen, ist es, jemanden zum Sprecher zu wählen. Der Sprecher muss als Schiedsrichter fungieren und gemäß den in der Geschäftsordnung der gesetzgebenden Versammlung von Montserrat festgelegten Anordnungen entscheiden. Aktuelle Amtsinhaberin:
- Marjorie Smith

Sprecherin der Legislativversammlung

### Mitglieder von Amts wegen
Abschnitt 48 Absatz 1 der Montserrat Constitution Order 2010 sieht zwei Mitglieder von Amts wegen vor, nämlich den Generalstaatsanwalt und den Finanzsekretär. Im Allgemeinen haben diese Mitglieder dieselben Stimm-, Debatten- und Diskussionsrechte wie andere Mitglieder. Mitglieder von Amts wegen:
- Sheree Jemmotte-Rodney

Generalstaatsanwältin
- Reuben Meade

Finanzsekretär

### Ehemalige Mitglieder der Legislativversammlung (1952 bis 2024)
Wahlen und Liste der ehemaligen Mitglieder der Legislativversammlung (1952 bis 2024).

## Veröffentlichungen
Die Legislativversammlung von Montserrat gibt eine Reihe von Veröffentlichungen heraus wie zum Beispiel den Hansard, ein wortwörtliches Protokoll der Parlamentssitzungen, das so redigiert wurde, dass Wiederholungen und offensichtliche Fehler entfernt wurden, während das Gesagte erhalten blieb, die Gazette oder den Berichte Newsletter der Legislative (regelmäßige Veröffentlichungen, die die Öffentlichkeit über die Arbeitsweise und Geschichte der Legislative Assembly von Montserrat informieren sollen).

## Weblink
- Montserrat Legislative Assembly. In: Homepage der Montserrat Legislative Assembly. Abgerufen am 26. November 2024 (englisch).